# Begoña San José
Begoña San José Serrán (Real Sitio de San Ildefonso, 13 de agosto de 1949) es una destacada feminista española cuya trayectoria se inicia en los años 70. Fue la primera secretaria de la mujer del sindicato CCOO, tanto de Madrid (1976) como del ámbito confederal (1977), cargo que ocupó hasta 1981. 
Ha ocupado también diversos cargos en las administraciones locales y autonómicas impulsando la creación de organismos específicos vinculados a la promoción de la igualdad de las mujeres. Fue cofundadora del Fórum de Política Feminista y ha participado en diversas organizaciones feministas y de la sociedad civil. En 2022 fue reconocida por el Ministerio de Igualdad en la categoría de Activismo Ciudadano dentro de la lucha feminista y contra el machismo. De ella las filósofas Celia Amorós y Ana de Miguel han destacado su labor por haber sabido hacer siempre puente entre la teoría feminista y la militancia política.

## Biografía y trayectoria militante

### Dictadura de Franco
Begoña San José Serrán nació en 1949, en el Real Sitio de San Ildefonso, también conocido como La Granja (Segovia), en el seno de una familia numerosa. A los 18 años comenzó a estudiar la carrera de Agronomía y se independizó de sus padres realizando trabajos en el servicio doméstico. Un año después entró a trabajar en una fábrica y dejó los estudios iniciados. En la fábrica se afilió a PCE y empezó a militar en el sindicato CCOO, donde estableció los primeros contactos con el feminismo. San José relata cómo la invitaron a participar en una reunión del Movimiento Democrático de Mujeres (MDM), y cómo aquella reunión la deslumbró. A partir de este momento iniciático, su compromiso feminista se fue concretando en el activismo. De esta manera, Realizó acciones directas para la reivindicación de los derechos sexuales y reproductivos de las mujeres en la aún España del Nacionalcatolicismo, como acudir al ginecólogo para conseguir anticonceptivos, en una época en la que hacerlo era ilegal y motivo de reprobación, más aún sin estar casada.
Fue detenida en dos ocasiones, en 1973 y 1974, y encarcelada durante tres meses como consecuencia de su militancia en CCOO, en un momento en el que los sindicatos y los partidos eran ilegales en España. La segunda vez fue despida de la fábrica donde trabajaba.
En 1975, San José participó en las I Jornadas Nacionales de Liberación de la Mujer que tuvieron lugar en diciembre en Madrid, al poco de la muerte del dictador Franco y todavía en la clandestinidad, en un año en el que en el ámbito internacional se celebró la I Conferencia Mundial sobre la Mujer en México.

### Primeros años de la democracia
En 1977, coincidiendo con la legalización de los sindicatos, Begoña San José fue nombrada Secretaria de la Mujer de CCOO, la primera en la historia de la democracia. En este periodo se configuró la organización y el programa del sindicato respecto a su política sobre las mujeres y las organizaciones feministas. En diciembre de 1979 intervino en las II Jornadas Estatales Feministas que se celebraron en Granada, y en 1980 en la II Conferencia Mundial sobre la Mujer en Copenhague, lo que le permitió entrar en contacto con el movimiento feminista de otros países. Un año después, en 1981, participó activamente en la organización de la conmemoración del cincuenta aniversario de la obtención del voto femenino en España. En este año dejó la Secretaría de la Mujer de CCOO, tras lo cual quiso reincorporarse a su puesto de trabajo en la fábrica, si bien le negaron esta posibilidad, lo que representó el fin de su militancia sindical.

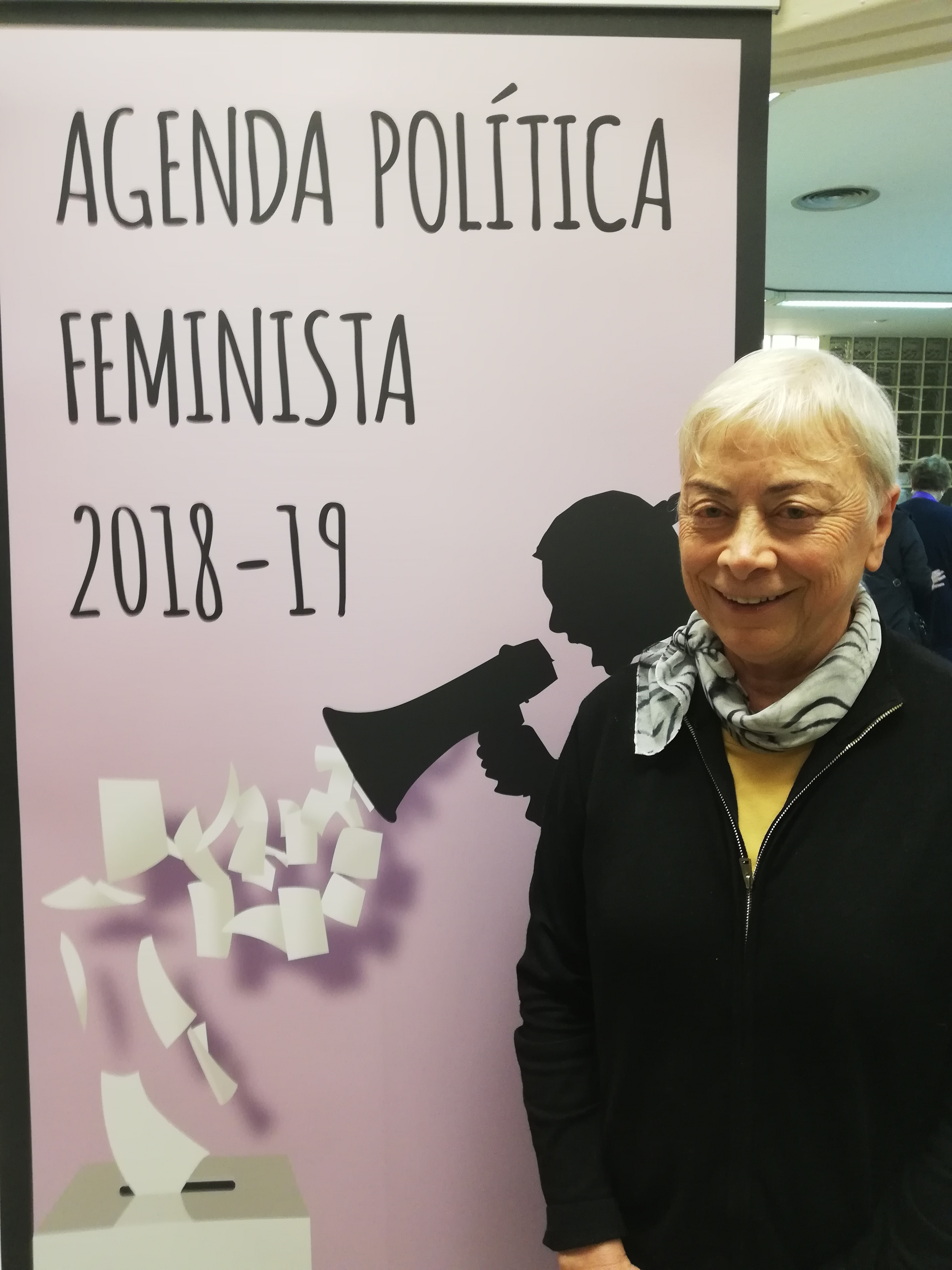
Begoña San José Serrán en un acto organizado por el Fórum de Política Feminista el 22 de febrero de 2019.

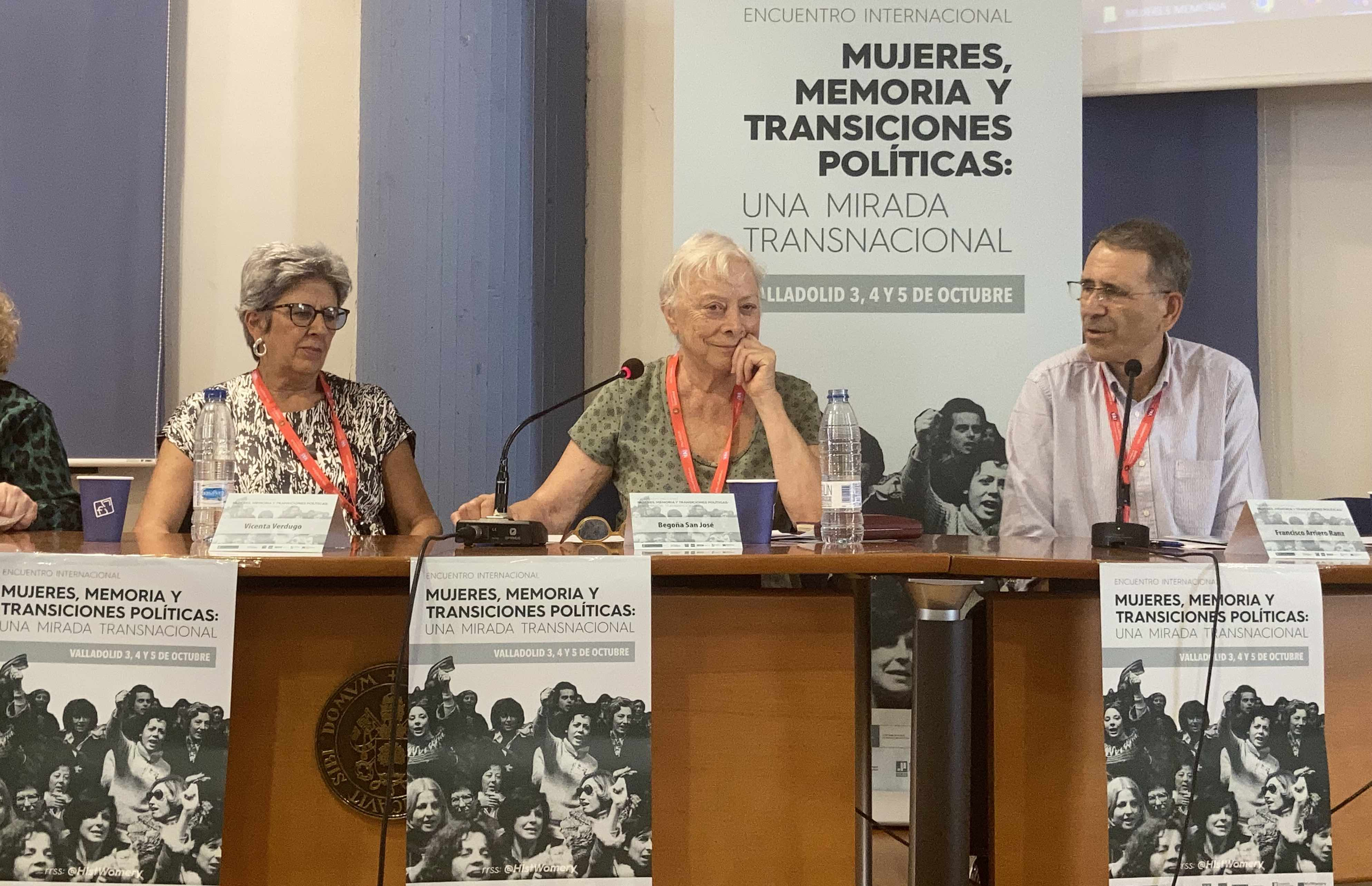
Participación de Begoña San José en el encuentro internacional "Mujeres, memoria y transiciones políticas: una mirada transnacional" (Universidad de Valladolid, octubre de 2023).

Comenzó así un periodo de desempleo que fue aprovechado por San José para estudiar la carrera de derecho, preparar oposiciones y consolidar su militancia en el feminismo. Asimismo, se incorporó al Centro Feminista de Estudios y Documentación que fue promotor de la exposición itinerante sobre el trabajo de las mujeres través de la historia. Este grupo le permitió impregnarse de conceptos y teorías feministas, así como participar en acciones en favor de la legalización del aborto, o reivindicar la consulta por parte del gobierno a los grupos feministas en la elaboración del I Plan de Igualdad, que no se había producido. Finalmente abandonó este colectivo por su decisión mayoritaria de no oponerse como feministas a la entrada de España en la OTAN en el referéndum de 1986. En el año 1981, tras su X Congreso, dejó el PCE, de cuya Comisión de la Mujer formaba parte, y en 1986 se incorporó a Izquierda Unida. En 1984 aprobó las oposiciones de secretaria-interventora municipal, cargo que ejerció en varios ayuntamientos hasta el momento de su jubilación en 2014. 
En 1986, junto con una veintena de activistas, fundó el Fórum de Política Feminista, planteando un feminismo político, independiente de los partidos y del gobierno, pero no antinstitucional, y mucho menos antipolítico. En 1989 ve la luz el primer monográfico de esta organización titulado Mujeres, feminismo y poder,centrado en el texto de Celia Amorós del mismo nombre, y en el de Jo Freeman La tiranía de la falta de estructuras. Ambos referentes que impregnan fuertemente el activismo de San José. En el contexto de este interés, San José participó dentro de Fórum de Política Feminista en la aplicación de la Declaración de Atenas de 1992, –primera cumbre europea de Mujeres y poder en la que se denunció el déficit democrático y se proclamó la necesidad de conseguir un reparto equilibrado de los poderes públicos y políticos entre hombres y mujeres–, y en la Plataforma de Acción de la IV Conferencia Mundial sobre la Mujer, Beijing 1995.
En 1989 fue nombrada subdirectora de Empleo y Cooperación de la recién creada Dirección General de la Mujer de la Comunidad de Madrid, donde permaneció hasta 1991, cuando fue elegida concejala del Ayuntamiento de Madrid por IU. En 1992, como presidenta de la comisión de la mujer de la Fundación Dolores Ibárruri, coordinó distintos proyectos y programas. En las elecciones municipales de 1995, San José se retiró de la candidatura a la Asamblea de Madrid, junto con otras compañeras, como protesta porque las listas no alcanzaban la cuota del 35% de mujeres en puestos de salida establecida en los estatutos de IU.

### Nuevo siglo
Desde 1999 hasta 2003 San José ejerció el cargo de presidenta del Consejo de la Mujer de la Comunidad de Madrid, que entonces aglutinaba a ochenta asociaciones de mujeres, eliminado por la presidenta autonómica del Partido Popular, Esperanza Aguirre, en 2010.
Desde el 2008 forma parte y trabaja en la Plataforma Impacto de Género Ya que cada año elabora un análisis desde una perspectiva de género de los Presupuestos Generales del Estado, acompañado de un manifiesto con los resultados. El informe resultante de este análisis se presenta ante los partidos políticos en un acto de incidencia política en el Congreso de los Diputados. 
Entre los años 2010 y 2015 San José presidió la Coordinadora de Mujeres para la Participación y la Igualdad (COMPI). Entremedias, durante los años 2013 y 2014, participó en la Plataforma por el Derecho al Aborto. En 2014 y 2015 también se mantuvo muy activa dentro de la Plataforma CEDAW Sombra España,cuyo informe sobre la aplicación del compromiso adquirido por Naciones Unidas en 1979 de eliminación de todas las formas de discriminación contra la mujer fue suscrito 300 ONG. En el 2015, San José también se implicó y participó activamente en la organización de la Marcha Estatal Contra las Violencias Machistas (7N), así como cuando posteriormente, en enero de 2016, se constituyó la Plataforma 7N para dar seguimiento a las reivindicaciones de la Marcha, participando en ella de manera activa. Dentro de esta participación se sitúa su comparecencia el 23 de marzo de 2017 ante la Subcomisión para un Pacto de Estado en materia de Violencia de Género en el Congreso de los Diputados como representante de la Plataforma 7N.

## Algunos reconocimientos
La obra Teoría feminista: de la ilustración a la globalización, está dedicada a Begoña San José por las filósofas Celia Amorós y Ana de Miguel, destacado su labor por haber sabido hacer siempre puente entre la teoría feminista y la militancia política.
En noviembre de 2022 le fue otorgado el Reconocimiento por el Activismo Ciudadano dentro de la XIX entrega de los reconocimientos concedidos por el Ministerio de Igualdad a la lucha feminista y en contra del machismo.
En 2023 recibió El Premio El Club de las 25, otorgado por la asociación feminista del mismo nombre –El Club de las 25– de manos de su presidenta, Cristina Almeida, en reconocimiento a su compromiso feminista. 

## Publicaciones

### Artículos y capítulos de libros
- (1989) Contra la pobreza, contra la feminización de la pobreza. Contrarios, Revista de Crítica y Debate, 1
- (1989) Democracia e igualdad de derechos laborales de la mujer: Por un consenso social sobre la necesidad de una política contra la discriminación de las mujeres en el empleo. Edita Instituto de la Mujer. Madrid,  214.
- (1991) Acción positiva hacia las mujeres en los planes de empleo y de igualdad de la Comunidad de Madrid, 1989-1991. Economía y Sociología Del Trabajo,  (13), 165-175.
- (1995) Los ayuntamientos y la igualdad de oportunidades. Cernos de Relaciones Laborales, 6, 57.
- (2003) De la globalización del derecho a la igualdad al trabajo local y cotidiano. Jornadas Políticas Locales para la Igualdad entre Mujeres y Hombres, , 24-50.
- (2003) De la impotencia al empoderamiento. In Almudena Hernando. (Ed.), ¿Desean las mujeres el poder? Minerva.
- (2004) De la impotencia de Antígona al empoderamiento de las mujeres en el siglo XXI. Mujeres: El análisis (1.ª ed. p. 49-66) Universitat Jaume I.
- (2006) Asociaciones de mujeres y democracia participativa en España hoy. Mujeres: ciudadanas. La identidad de dénero en la construcción de la nueva ciudadanía, Córdoba: INET.
- (2009) La aplicación de la ley de dependencia, un análisis de género. Las políticas públicas desde la perspectiva de género.
- (2009) Feminismo y sindicalismo durante la transición democrática española (1976-1982). In Fundación Pablo Iglesias (Ed.) El movimiento feminista en España en los años 70 (p. 335-368) Cátedra.
- (2010) Incidencia política y social del feminismo: Organizaciones, indicadores y comunicación. Mujeres, sexos, poder, economía y ciudadanía.  (pp. 87-98). Madrid: Fórum de Política Feminista.
- (2011) No solo queremos cuidar ni queremos hacerlo solas. Apuntes Ciudadanos, 4, 157-174.[29]
- (2012) Por un feminismo activo frente al recorte de los servicios públicos y de la democracia. In Fórum de Política Feminista (Ed.), Las asociaciones de mujeres ante el empleo, la violencia y la participación.  (pp. 49-56). Madrid.
- (2014, 30/04/2014) Feminismo y neoliberalismo. Diagonal.
- (2014, marzo de 2014) De Gallardón a Gallardón, treinta años de batalla sobre el cuerpo de las mujeres. Trasversales, 31bis.
- (2014) Igualdad versus austeridad: Resistencia, protestas y propuestas del movimiento feminista. Investigaciones Feministas: Papeles de estudios de mujeres, feministas y de género,  (5), 185-206
- (2015) Beijing+20, los objetivos de desarrollo sostenible y la sociedad civil. Bilbao.
- (2015, noviembre de 2015) Las feministas y los presupuestos del estado para 2016. Revista Trabajadora., 55

### Publicaciones colectivas
- (1994) Grupo Municipal IU. Nombres de mujeres en las calles de Madrid,  Ayuntamiento de Madrid. ed.
- (1994) VV. AA. Feminismo y estado del bienestar,  Fórum de Política Feminista ed. Madrid.
- (1998) Fundación Dolores Ibárruri. Más mujeres en los poderes locales.  Madrid: Fundación Dolores Ibárruri ed.
- (1999) Asociación "Mujeres en la Transición Democrática". Españolas en la transición: de excluidas a protagonistas, 1973-1982.  Biblioteca Nueva ed.
- (2000) Consejo de la Mujer de la Comunidad de Madrid y Ayuntamiento de Burgos. I Encuentro De Consejos de la Mujer,  Consejo de la Mujer de Madrid y Burgos ed.
- (2002) VV. AA. Construyendo la igualdad en el espacio público.  Diputación Foral de Vizcaya.
- (2006) VV. AA. Participación de las asociaciones de mujeres en las políticas de igualdad hoy,  Fórum de Política Feminista ed., Madrid.
- (2007) VV. AA. Jornadas Internacionales. Feminismo, una misma lucha, diversas estrategias,  Plataforma 8 de marzo de Sevilla ed.
- (2007) San José Serrán, B., & Infante, N. Situación y perspectiva de los consejos de la mujer en España. In Fórum de Política Feminista (Ed.), Hacia la creación del consejo estatal de las mujeres.  (pp. 43-69). Madrid.
- (2017) VV.AA. Organizaciones feministas ante el cambio generacional y político 2011-2016. Fórum de Política Feminista.